# 基爾薩諾夫區

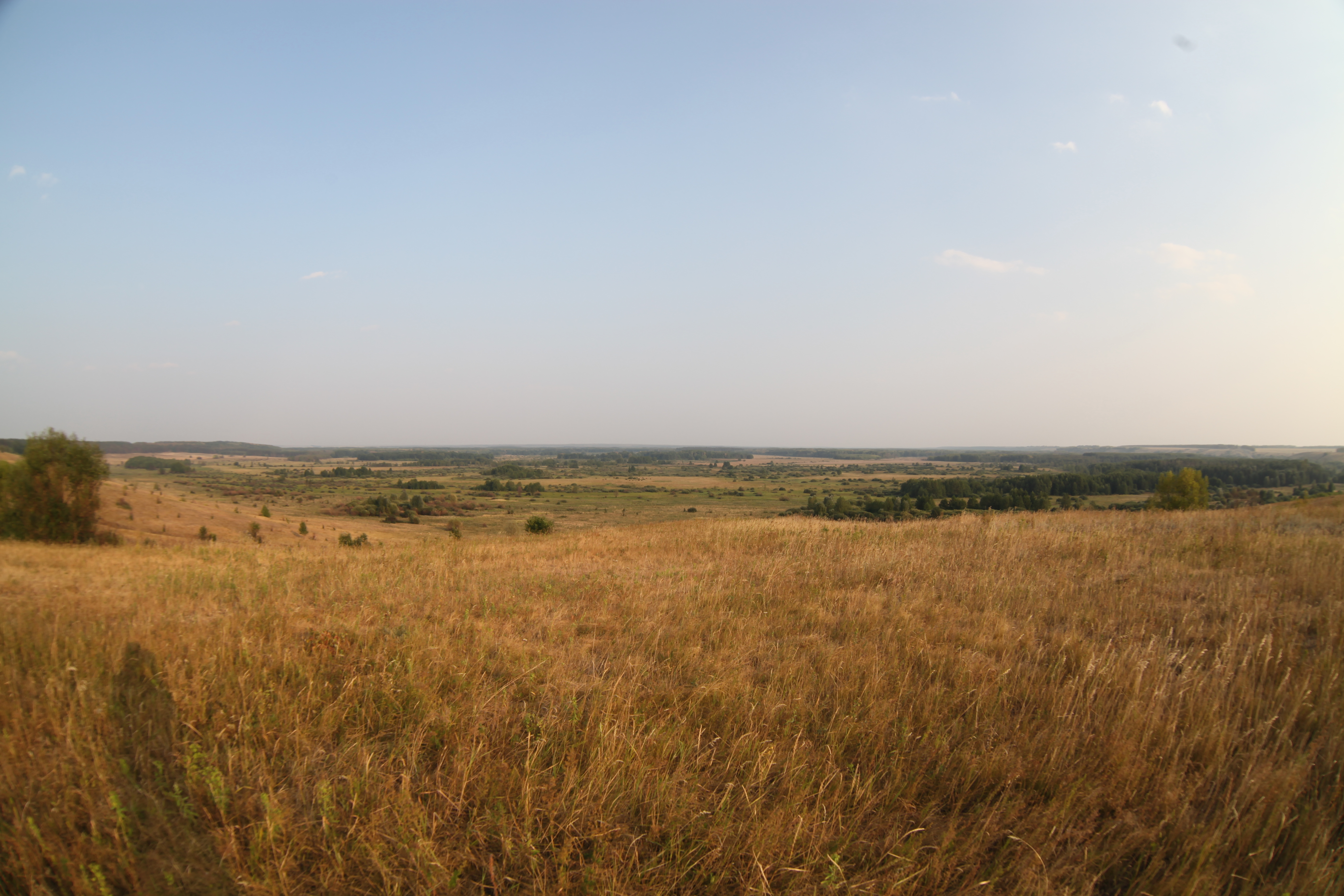

52°39′N 42°44′E / 52.650°N 42.733°E
基爾薩諾夫區（俄语：Кирсановский район），是俄羅斯的一個區，位於該國西部，由坦波夫州負責管轄，面積1,307.8平方公里，2010年人口21,756，人口密度每平方公里16.64人。